# Pontomalota opaca
Pontomalota opaca är en skalbaggsart som först beskrevs av Leconte 1863.  Pontomalota opaca ingår i släktet Pontomalota och familjen kortvingar. Inga underarter finns listade i Catalogue of Life.